# Agraphini
Tribu
Les Agraphini forment une tribu d'insectes coléoptères de la famille des Curculionidae, de la sous-famille des Entiminae dont le genre type est Agraphus.

## Genres
- Agraphus Say, 1831
- Paragraphus Blatchey & Leng, 1916